# Al-Hilal Saudi Football Club
El Al-Hilal Saudi Football Club (en árabe: نادي الهلال السعودي‎, romanizado: nādī al-ʿhīlal as-saʿūdī, lit. 'Club Luna Creciente Saudí') es un club de fútbol con sede en Riad, Arabia Saudí. Fue fundado el 16 de octubre de 1957 bajo la denominación de Olympic Club. El Al-Hilal compite en la Liga Profesional Saudí, la máxima categoría del fútbol en Arabia Saudita. Disputa sus encuentros como local en el Estadio Rey Fahd, con capacidad para 68 752 espectadores.
Es el club más laureado del campeonato de Arabia Saudí con diecinueve títulos y quince subcampeonatos, once Copas del Rey de Campeones, cinco Supercopas de Arabia Saudita, trece Copas del Príncipe de la Corona Saudí y ocho Copas Federación de Arabia Saudita. Ellos le permiten, ser el club con más títulos oficiales de la historia del país con cincuenta y seis títulos oficiales. Es reconocido además por ser el club saudí con más socios del territorio.[cita requerida]
En el plano internacional es el único club asiático que ha obtenido todos los torneos oficiales reconocidos por la Confederación Asiática de Fútbol (AFC): Liga de Campeones (4), Recopa de la AFC (2) y Supercopa de la AFC (2); teniendo en cuenta que no interviene en los torneos de la Copa de la AFC (reservada a clubes pertenecientes a las naciones consideradas "en desarrollo" por la AFC) ni la Copa Presidente de la AFC (reservada a clubes pertenecientes a las naciones consideradas "emergentes" por la AFC). Además, obtuvo todos los torneos para clubes de la Unión de Asociaciones de fútbol árabes (UAFA): Liga de Campeones Árabe (2), Recopa Árabe (1), Supercopa Árabe (1) y Copa de Clubes Campeones del Golfo (2). También resultaron subcampeones de la Copa Mundial de Clubes de la FIFA 2022, cayendo 5 a 3 ante el Real Madrid en la final.
Es una de las entidades más laureadas a nivel mundial con ocho títulos en el vigésimo tercer lugar, liderando el palmarés asiático, y ha sido galardonado a nivel futbolístico nacional e internacional por la Federación Internacional de Historia y Estadística de Fútbol (IFFHS) como el Mejor Club Asiático del siglo xx. Es el primer club asiático en jugar partidos oficiales en cuatro continentes diferentes: Asia, África, Europa y Sudamérica, así como el primer club que derrota a un rival europeo en un torneo oficial de la FIFA (3-4 vs Manchester City).
Entre los jugadores más reconocidos en la historia del club se encuentran Neymar, Milinković-Savić, Rúben Neves, Kalidou Koulibaly, Malcom, João Cancelo y los porteros Mohamed Al-Deayea y Bono. Al-Deayea es el undécimo jugador con más presencias en partidos internacionales con su selección.

## Historia
Fundado en Riad el 15 de octubre de 1957 como  Olympic Club por Abdul Rahman Bin Saad Bin Saeed varió su denominación apenas un año después, el 3 de diciembre, cuando el rey Saud Bin Abdul-Aziz lo hizo efectivo tras asistir a un torneo frente al Shabab Al-Riyadh, Al-Ahli Riyadh siguiendo con la línea de sus denominaciones. Desde su establecimiento el club gozó no solo del apoyo de la comunidad, sino que obtuvo también la atención real.
Después de enfocar sus primeros años a la construcción del equipo, el club logró sus primeros trofeos oficiales, la Copa del Rey y la Copa del Príncipe en 1961, y que le marcó a llevar una senda de éxitos. El siguiente de ellos se produjo en la Copa del Príncipe de 1964, con una victoria en los penaltis sobre el dos veces campeón Al-Ittihad Club, situándose como uno de los mejores clubes del país.
Fue el ganador inaugural de la Liga Profesional en la temporada 1976-77, fecha en la que los estamentos decidieron que el nivel de los clubes era suficiente para crear una competición de primer nivel. A ellos les siguieron otros tantos títulos para convertirse en el club más laureado de la competición, así como del fútbol saudí.
Con los éxitos que iba adquiriendo el club, una serie de jugadores y entrenadores extranjeros se unieron al club en la década de los años 1970, incluyendo los brasileños Mário Zagallo y Roberto Rivelino, reconocidos a nivel mundial y vencedores de la Copa Mundial, lo que llevó a la entidad a sus años de mayor proyección internacional. Sin embargo, no fue hasta la temporada 1990-91 cuando el club logró su primer título continental, la Copa de Clubes de Asia —máxima competición de clubes de Asia, establecida en 1967 y conocida actualmente como Liga de Campeones de la AFC—. La ganaron nuevamente en la decimonovena edición (1999-00). Completaron el palmarés internacional de las competiciones AFC tras sus victorias de 1997 en la Recopa de Asia y la Supercopa de Asia. Dichos logros, un total de seis, le convirtieron también en el club asiático más laureado en competiciones internacionales.
En la temporada 2023-2024, Al Hilal marcó una etapa de dominio a nivel local, ganando la Supercopa de Arabia Saudita al vencer 2 a 1 al Al Nassr en la semifinal y, en la final, aplastando 4 a 1 al Al Ittihad. También ganó el torneo de Copa en tanda de penales contra el Al Nassr, y mostró un dominio absoluto en la competición liguera, ya que no sufrió derrotas en las 34 jornadas del campeonato de liga, estableciendo así un triplete doméstico invicto. Su única derrota en la temporada fue en la ida de las semifinales de la Liga de Campeones de la AFC, donde cayeron 4 a 2 frente al Al Ain. Aunque ganaron el partido de vuelta 2 a 1, no pudieron alzar el título continental asiático.

## Estadio
El Al-Hilal juega la mayoría de sus partidos como local en el Estadio Príncipe Faisal bin Fahd, inaugurado en 1971 y con capacidad para 27 000 espectadores actualmente. Además, en ocasiones disputa algunos encuentros en el Estadio Internacional Rey Fahd, construido en 1987 y con un aforo para 68 752 personas.

## Rivalidades
Al-Hilal tiene una larga rivalidad con Al-Ittihad. Desde el inicio del campeonato nacional saudí los clubes fueron vistos como representantes de dos ciudades rivales: Riad y Yeda. Los partidos entre ambos suelen ser conocidos por los medios de comunicación como «El Clásico Saudí». Tras el éxito de Al-Hilal en Asia cuando ganaron dos Campeonatos asiáticos de clubes en los años 1991 y 1999-2000, el Al-Ittihad ganó la AFC Champions League dos veces seguidas, en 2004 y 2005. Ha habido 151 partidos oficiales, donde Al-Hilal ha ganado el clásico 64 veces, mientras que Al-Ittihad ha ganado 43 veces y han terminado en empate 44 veces. La victoria más importante fue cuando Al-Hilal derrotó a Al-Ittihad por 5-0 en la temporada 2009-10.
Otra rivalidad importante es la que mantiene con sus vecinos del Al-Nassr, en lo que es conocido como el Derbi de Riad. Se han enfrentado en 148 ocasiones, Al-Hilal ha ganado 59 veces, y ha perdido 48 veces, mientras que 41 veces han terminado en empate.

## Indumentaria

### Patrocinador
| Período       | Proveedor |
| ------------- | --------- |
| 1986-1987     | Umbro     |
| 2009-2013     | Adidas    |
| 2013-2019     | Nike      |
| 2019-2023     | Mouj      |
| 2023-presente | Puma      |

| Período       | Proveedor |
| ------------- | --------- |
| 2009-2017     | Mobily    |
| 2019-2022     | Emaar     |
| 2022-presente | Blu Store |

### Uniforme
| 2024 titular | 2024 Alternativo | 2024 Tercero |

## Palmarés

### Títulos nacionales
| Competiciones nacionales                    | Títulos | Subcampeonatos                                                                                  |
| ------------------------------------------- | --- | ----------------------------------------------------------------------------------------------- |
| Primera División de Arabia (19/16)          | 1977, 1979, 1985, 1986, 1988, 1990, 1996, 1998, 2002, 2005, 2008, 2010, 2011, 2017, 2018, 2020, 2021, 2022, 2024. | 1975, 1980, 1981, 1983, 1987, 1993, 1995, 1997, 2006, 2007, 2009, 2013, 2014, 2016, 2019, 2025. |
| Copa del Rey de Campeones (11/8)            | 1961, 1964, 1980, 1982, 1984, 1989, 2015, 2017, 2020, 2023, 2024.                                                 | 1963, 1968, 1977, 1981, 1985, 1987, 2010, 2022.                                                 |
| Supercopa de Arabia (5/1)                   | 2015, 2018, 2021, 2023, 2024.                                                                                     | 2016.                                                                                           |
| Copa del Príncipe de la Corona Saudí (13/3) | 1964, 1995, 2000, 2003, 2005, 2006, 2008, 2009, 2010, 2011, 2012, 2013, 2016.                                     | 1999, 2014, 2015.                                                                               |
| Copa Federación de Arabia (8/7)             | 1987, 1990, 1993, 1996, 2000, 2005, 2006, 2014.                                                                   | 1986, 2002, 2004, 2008, 2010, 2012, 2015.                                                       |
| Copa Fundadores Saudí (1)                   | 2000. |                                                                                                 |

### Títulos internacionales
| Competiciones internacionales           | Títulos                 | Subcampeonatos                    |
| --------------------------------------- | ----------------------- | --------------------------------- |
| Liga de Campeones de la AFC (4/5)       | 1991, 2000, 2019, 2021. | 1986, 1987, 2014, 2017 y 2022-23. |
| Recopa de la AFC (2)                    | 1997, 2002.             |                                   |
| Supercopa de la AFC (2/1)               | 1997, 2000.             | 2002.                             |
| Copa Mundial de Clubes de la FIFA (0/1) |                         | 2022                              |
| Copa Afro-Asiática (0/1)                |                         | 1992.                             |

### Títulos amistosos
- Liga de Campeones Árabe (2): 1994, 1995.
- Copa del Golfo (2): 1986, 1998.
- Recopa Árabe (1): 2001.
- Supercopa Árabe (1): 2001.

## Participación en competiciones internacionales

#### Por competición
- Para los detalles estadísticos del club véase Anexo:Al-Hilal Saudí en competiciones Internacionales.

Nota: En negrita competiciones activas.
| Competición                                                  | Temp. | PJ  | PG | PE | PP | GF  | GC  | Dif. | Puntos | Títulos | Subtítulos |
| ------------------------------------------------------------ | ----- | --- | -- | -- | -- | --- | --- | ---- | ------ | ------- | ---------- |
| Liga de Campeones de la AFC                                  | 17    | 145 | 71 | 39 | 35 | 234 | 149 | +85  | 252    | 4       | 5          |
| Copa Mundial de Clubes de la FIFA                            | 2     | 5   | 2  | 1  | 2  | 10  | 10  | 0    | 7      | –       | 1          |
| Supercopa de la AFC                                          | 3     | 6   | 3  | 2  | 1  | 6   | 4   | +2   | 11     | 2       | 1          |
| Recopa de la AFC                                             | 3     | 17  | 13 | 3  | 1  | 43  | 8   | +35  | 42     | 2       | –          |
| Copa Afro-Asiática                                           | 1     | 2   | 0  | 1  | 1  | 3   | 4   | -1   | 1      | –       | 1          |
| Total                                                        | 26    | 175 | 89 | 46 | 40 | 296 | 175 | +121 | 313    | 8       | 6          |
| Actualizado al último partido jugado el 27 de abril de 2022. |       |     |    |    |    |     |     |      |        |         |            |

## Entrenadores
- Hasan Sultan
- Al Toom Jobarat Allah

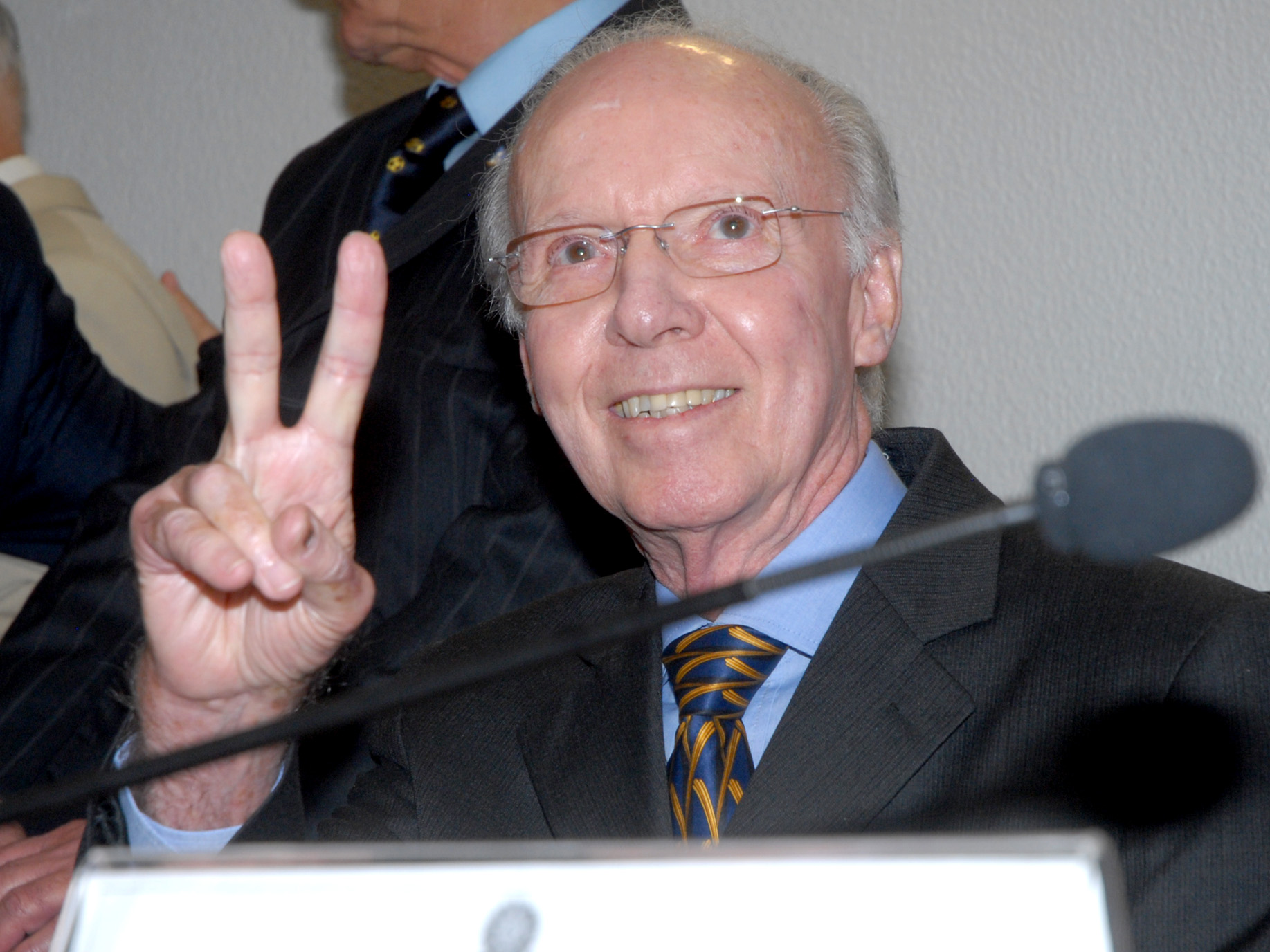
Mário Zagallo, uno de los mejores entrenadores de la historia del club.

- George Smith (1976–1978)
- Paulo Amaral (1978)
- Mário Zagallo (1978–1979)
- Olten Filho (1981–1982)
- László Kubala (1982–1984)
- Ljubiša Broćić (1984)
- Valdir Espinosa (1984–1985)
- Candinho (1985)
- Noagira (1986)
- Rubens Minelli (1987)
- Omar Borrás (1988)
- Candinho (1988–1989)
- João Carlos (1989)
- Joel Santana (1989–1990)
- Edson Tavares (1990–1991)
- Cedinho (1991)
- Sebastião Lazaroni (1991–1993)
- Óscar Bernardi (1993)
- Nelsinho Baptista (1993–1994)
- Antônio Lopes (1994)
- Óscar Bernardi (1995)
- Sebastião Lazaroni (1995)
- Willem van Hanegem (1995–mayo de 1996)
- Gobier (1996)
- Mirko Jozić (1996–1997)
- Heron Ferreira (1997)
- Óscar Bernardi (1997)
- Ilie Balaci (1997–1998)[10]
- Reiner Hollmann (1999)
- Khalil Al-Zayani (1999)[11]
- Lori Sandri (1999)[12]
- Anghel Iordănescu (1999–2000)[10]
- Ilie Balaci (2000–2001)[10]
- Safet Sušić (2001)
- Artur Jorge (2001–2002)
- Francisco Maturana (febrero de 2002–2002)[13]
- Ilie Balaci (2002–2003)[10]
- Aad de Mos (marzo de 2003–marzo de 2004)[14][15]
- Ahmed Alajlani (2004)
- Óscar Bernardi (2004)
- Marcos Paquetá (2004–2006)
- Toninho Cerezo (2006–2007)
- Candinho (2006)
- José Peseiro (junio de 2006–enero de 2007)
- Marcos Paquetá (2007)
- Cosmin Olăroiu (2007–2009)[10]
- Cătălin Necula (interino- marzo de 2009)[16]
- Georges Leekens (marzo de 2009–mayo de 2009)[17][18]
- Cătălin Necula(2009)
- Eric Gerets (mayo de 2009–2010)[19]
- Gabriel Calderón (noviembre de 2010–junio de 2011)[20][21]
- Thomas Doll (2011–enero de 2012)[22]
- Heiko Bonan (interino- 2012)
- Ivan Hašek (enero de 2012–2012)[23]
- Antoine Kombouaré (2012–enero de 2013)[24]
- Zlatko Dalić (2013)
- Sami Al Jaber (junio de 2013–mayo de 2014)[25][26]
- Laurențiu Reghecampf (mayo de 2014–febrero de 2015)[27][28]
- Giorgos Donis (febrero de 2015–mayo de 2016)[29][30]
- Gustavo Matosas (junio de 2016–septiembre de 2016)[31][32]
- Ramón Díaz (octubre de 2016–febrero de 2018)[33][34]
- Juan Brown (interino- febrero de 2018–2018)[35]
- Jorge Jesús (junio de 2018–enero de 2019)[36][37]
- Zoran Mamić (enero de 2019–abril de 2019)[38][39]
- Răzvan Lucescu (junio de 2019–febrero de 2021)[40][41]
- Leonardo Jardim (junio de 2021–febrero de 2022)[42][43]
- Ramón Díaz (febrero de 2022–mayo de 2023)[43][44]
- Emiliano Díaz (mayo de 2023)[44][45]
- Jorge Jesus (julio de 2023–mayo de 2025)[46][47]
- Mohammad Al-Shalhoub (mayo de 2025–junio de 2025)
- Simone Inzaghi (junio de 2025–)[48]

### Más apariciones y máximos goleadores
La siguiente tabla muestra todas las apariciones y goles en partidos oficiales con el primer equipo del Al-Hilal Saudi Football Club. Además de los partidos de liga esta incluye todos los partidos en las competiciones nacionales e internacionales. No incluye apariciones ni goles en partidos amistosos.
- Actualizado el 18 de junio de 2025.

     En activo con el club.
| Apariciones | Apariciones          | Apariciones   | Apariciones |
| ----------- | -------------------- | ------------- | ----------- |
| 1           | Mohammad Al-Shalhoub | 1999–2020     | 468         |
| 2           | Salem Al-Dawsari     | 2011–presente | 446         |
| 3           | Yasir Al-Shahrani    | 2012–presente | 420         |
| 4           | Salman Al-Faraj      | 2021-2025     | 384         |
| 5           | Abdullah Al-Zoari    | 2006-2018     | 309         |

| Goles | Goles                | Goles               | Goles |
| ----- | -------------------- | ------------------- | ----- |
| 1     | Salem Al-Dawsari     | 2011-presente       | 130   |
| 2     | Yasser Al-Qahtani    | 2005-2011 2012-2018 | 128   |
| 3     | Bafétimbi Gomis      | 2018–2022           | 105   |
| 4     | Mohammad Al-Shalhoub | 1999–2020           | 87    |
| 5     | Eduardo              | 2014-2020           | 73    |

## Directivos del club

### Presidencia y Junta directiva

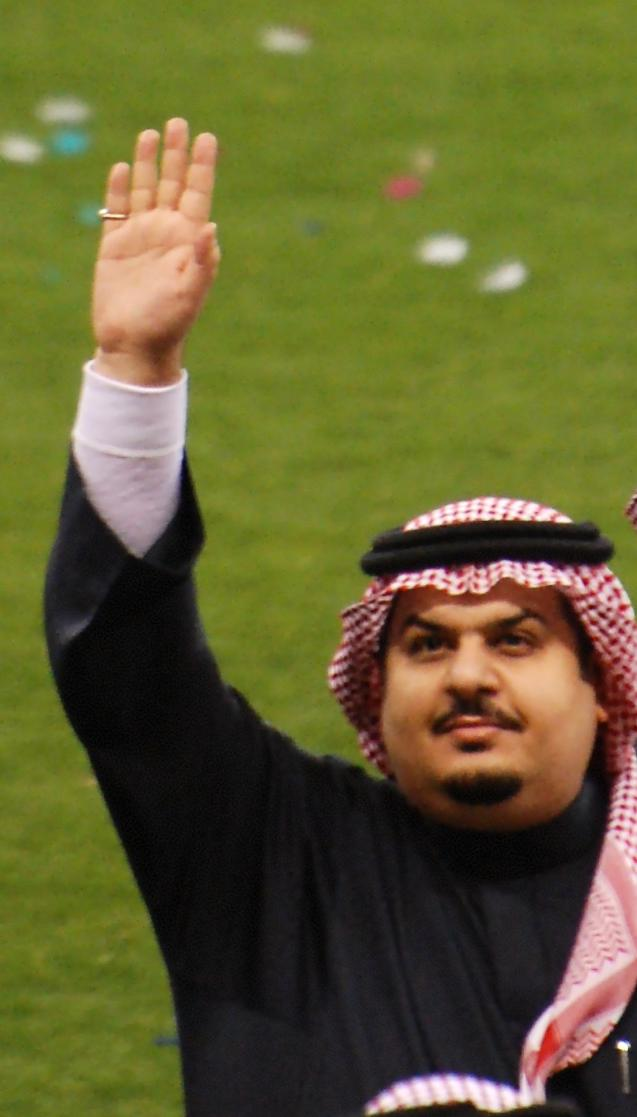
Abdulrahman bin Musa'ad, expresidente.

Desde la constitución del club en 1957 un total de veinte personalidades han ocupado el cargo de presidencia del club. El primero en ocupar el cargo fue Abdul Rahman Bin Said hasta 1965, período en el cual el club logró sus primeros tres títulos oficiales. Del mismo modo, cabe destacar a Abdullah Bin Saad y a Bandar Bin Mohammad ya que durante sus mandatos fue cuando el club logró más títulos con nueve cada uno.
Desde 2019 se encuentra en el cargo a Fahd bin Nafil.
Nota: indicados entre paréntesis el número de títulos oficiales logrados.
- Abdul Rahman Bin Said - 1957-65 (3)

- Abdulrahman Al-Hamdan - 1965-66

- Abdul Rahman Bin Said - 1966-70

- Faisal Al-Shehail - 1970-72

- Abdullah Bin Nasser - 1972-76

- Hazloul bin Abdul-Aziz Al Saud - 1976-78 (1)

- Abdullah Bin Nasser - 1978-82 (2)

- Hazloul bin Abdul-Aziz Al Saud - 1982-83 (1)

- Abdullah Bin Saad - 1983-90 (9)

- Abdul Rahman Bin Said - 1990-92 (1)

- Mohammed Mufti - 1992-93 (1)

- Abdullah Bin Saad - 1993-94

- Khalid Bin Mohammed - 1994-96 (4)

- Bandar Bin Mohammad - 1997-00 (9)

- Saud Bin Turki - 2000-03 (6)

- Abdullah Bin Musa'ad - 2003-04 (1)

- Mohammed Bin Faisal - 2004-08 (7)

- Abdulrahman bin Musa'ad - 2008-15 (7)

- Mohammad Al-Homaidani - 2015 (1)

- Nawaf Bin Sa'ad - 2015-? (4)

- Mohammed bin Faisal ?-2018[1]

- Abdullah Al-Jarbou 2018-2019[1]

- Fahd bin Nafil - 2019-Act.[1]